# Rendeira
A rendeira ou rendeira-branca (Manacus manacus) é uma ave passeriforme da família Pipridae, encontrada das Guianas à Argentina, de coroa, costas, asas e cauda negras, partes inferiores e colar brancos e pés laranja. Durante a dança pré-nupcial, a ave produz estalos semelhantes àqueles produzidos durante a confecção de renda na almofada de bilro. 
Também é conhecida pelos nomes de atangaratinga, barbudinho, bilreira, cabeça-de-prata, corrupião, maria-rendeira, monge, mongo, mono, quebra-nozes, rendeira-branca, rendeiro, tangaratinga e uirapuru. [carece de fontes?]